# بیانیه به هفت
بیانیه‌ به هفت (به انگلیسی: Declaration to the Seven) سندی بود که توسط مارک سایکس نوشته شده بود و توسط چارلز هاردینگ، معاون دائمی وزارت خارجه برتانیا تأیید و در ۱۶ ژوئن 1918 در پاسخ به یادداشتی که به طور ناشناس توسط هفت نفر صادر شده بود منتشر شد. این هفت نفر، افراد سرشناس سوری در قاهره (شامل اعضای حزب اتحاد سوریه که اندکی بعد در پی بیاینیه بالفور و انتشار توافقنامه مخفی سایکس-پیکو بین بریتانیا و فرانسه تأسیس شد) بودند. در این یادداشت هفت نفره، "ضمانت استقلال نهایی عربستان " خواسته شده بود و در پاسخ، «بیانیه به هفت»، سیاست بریتانیا را بیان می‌کرد که دولتی که در آینده در مناطق امپراتوری عثمانی که توسط متفقین در جنگ جهانی اول اشغال شده‌است مستقر می‌شود "باید بر اساس اصل رضایت حکومت‌شوندگان " باشد.

## اهمیت بیانیه
اعلامیه به هفت به عنوان اولین بیانیه بریتانیا به اعراب در پیشبرد اصل خودمختاری ملی با اهمیت است. البته بریتانیایی‌ها با پذیرش دکترین ویلسونی وودرو ویلسون به دنبال تثبیت موقعیت خود بودند. نه بریتانیا و نه فرانسه حاضر نبودند وعده‌های خود به اعراب را عملی کنند و از موقعیتی که با پیروزی بر امپراتوری عثمانی به دستشان آمده بود کناره بگیرند.
این سند به طور گسترده منتشر نشد و نخستین بار در سال ۱۹۳۹ به عنوان ضمیمهٔ جی در گزارش کمیته‌ای که به منظور بررسی مکاتبات خاص بین سر هنری مک ماهون و شریف مکه در سال‌های ۱۹۱۵ و ۱۹۱۶ ایجاد شد، انتشار یافت. این اعلامیه ممکن است اقدام ژنرال ادموند آلنبی را توضیح دهد که دستور توقف پیشروی پس از شکست نیروهای ترکیه در خارج از دمشق را صادر کرد و اجازه داد شهر در سپتامبر ۱۹۱۸ پس از نبرد مگیدو، به دستور لندن، به تصرف نیروهای عرب در آید. به این ترتیب ادعای اعراب برای استقلال سوریه تقویت شد و همزمان ادعاهای فرانسه در مورد سرزمین تحت شرایط توافقنامه سایکس-پیکو تضعیف گشت.

## متن بیانیه
«دولت اعلیحضرت اعلامیه این هفت نفر را با بیشترین دقت در نظر گرفته‌است. دولت اعلیحضرت از دلایلی که نویسندگان آن اعلامیه می‌خواهند ناشناسی خود را حفظ کنند کاملاً قدردانی می‌کند و این واقعیت که این یادبود ناشناس است به هیچ وجه از اهمیت آن نمی‌کاهد. موضع دولت اعلیحضرت نسبت به این سند، در زمینه‌های ذکر شده در یادداشت، به چهار دسته تقسیم می‌شود:
1. مناطقی در عربستان که قبل از شروع جنگ آزاد و مستقل بودند.
2. مناطقی که با اقدام خود اعراب در جریان جنگ کنونی از کنترل ترک‌ها رهایی یافتند.
3. مناطقی که قبلاً تحت سلطه عثمانی بود ، که توسط نیروهای متفقین در طول جنگ کنونی اشغال شده‌است.
4. مناطقی که هنوز تحت کنترل ترک‌ها هستند.

در دو مقوله اول، دولت اعلیحضرت استقلال کامل و حاکمیتی اعراب ساکن در آن مناطق را به رسمیت می‌شناسد و از آنها در مبارزه برای آزادی حمایت می‌کند.
دولت اعلیحضرت در رابطه با مناطق اشغال شده توسط نیروهای متفقین توجه نویسندگان را به متون اعلامیه‌های صادر شده توسط افسران کل فرماندهی کل قوا در مورد تصرف بغداد و بیت‌المقدس و سیاست دولت اعلیحضرت در قبال ساکنان آن مناطق جلب می‌کند. خواست دولت اعلیحضرت دربارهٔ حکومت آینده آن مناطق بر اساس اصل رضایت حاکم‌شوندگان بوده، هست و خواهد بود.
در مورد مناطق مذکور در دسته چهارم، خواست دولت اعلیحضرت این است که مردم ستمدیده آن مناطق آزادی و استقلال خود را به دست آورند و برای رسیدن به این هدف دولت اعلیحضرت به تلاش خود ادامه دهد.
دولت اعلیحضرت از مشکلات و خطراتی که گریبانگیر کسانی است که برای بازسازی جمعیت مناطق مشخص شده تلاش می‌کنند، کاملاً آگاه است و آنها را در نظر می‌گیرد.

با وجود این موانع، دولت اعلیحضرت اعتماد دارد و بر این باور است که می‌توان بر آن‌ها فائق آمد و می‌خواهد از آن‌هایی که می‌خواهند سازگار با عملیات نظامی موجود و منطبق با اصول سیاسی دولت اعلیحضرت و متفقینبر آن‌ها غلبه کنند حمایت کند».

## هفت نفر
- رفیق العظم
- کمال القصاب
- مختار الصلح
- عبدالرحمن شاهبندر
- خالد الحکیم
- فوزی البکری (برادر نصیب البکری، هر دو از اعضای الفتات)[۹]
- حسن حماده.